# Почта Тинто Брасса
Почта Тинто Брасса (итал. Fermo posta Tinto Brass) — эротическая комедия Тинто Брасса 1995 года.
Композитором фильма выступил Риц Ортолани.

## Сюжет
По сюжету Тинто Брасс испытывает творческий кризис и не может придумать сюжет для новой кинокартины. Маэстро пытается отвлечься и перебирает обширную коллекцию писем, фото и видео поклонниц, посвящённых в основном эротическому жанру. Среди однотипных историй Тинто Брасс выделяет 8 историй, которые легли в основу фильма.
Фильм состоит из новелл, после которых режиссёр делится своим мнением с секретаршей. Такая структура фильма создаёт особую атмосферу и заставляет зрителя поверить в происходящее.

### 1 новелла
Тинто Брасс читает письмо 19-летней Милены. Поклонница делится историей, которая приключилась с ней и с её молодым человеком Дарио на море. Пара искала место на пляже, где бы они могли заняться любовью. Найдя место, через некоторое время девушка заметила, что за ними подглядывает другая пара. Боясь, что её молодой человек предпочтет сменить место, она решила не признаваться. Героиня новеллы признаётся режиссёру, что мысль о том, что кто-то наблюдает за интимным процессом придавала ей уверенности и позволяла ей чувствовать себя более раскрепощённой. После экспозиции истории Тинто Брасс полагает, что Дарио всё видел.

### 2 новелла
Второе письмо было написано Еленой, 28 лет. Она замужем за Гуидо, который не хочет, чтобы его супруга работала, но, как признаётся героиня, заработок у него небольшой. Придя с работы, муж хочет закурить и в поисках зажигалки находит пачку презервативов. Девушка убеждает своего мужа, что презервативы ей дала организация, по борьбе, со СПИДом. На самом деле, она подрабатывает проституткой в соседнем муниципалитете под псевдонимом Мишель. В один из дней в бордель заходит её муж под псевдонимом Карл. После визита жизнь пары разделилась на две плоскости «муж — жена» и «клиент — проститутка».

### 3 новелла
Следующее письмо режиссёр получил от 19-летней Элизабеты. Её история начинается с того, что она ждала своего парня на ступеньках амфитеатра. Другой действующей фигурой был японец в зеркальных очках. Он наблюдал за ней, и она испытывала приятное возбуждение. Девушка начала дразнить туриста, принимая провокационные позы. Спустя некоторое время пришёл её молодой человек, и эта безобидная игра закончилась. В конце новеллы Тинто Брасс признается, что считает Элизабет настоящей шельмой.

### 4 новелла
В отличие от 3-х предыдущих историй 4-я история начинается с того, что режиссёру приходит бандероль от пары, состоящая из кассеты и фотографий. Супруги просят мэтра поделится мнением о материалах не только профессиональном, но и личном. В письме девушка признаётся, что они начинают терять сексуальное влечение, и описывает методы, направленные на реанимацию их интимной жизни. Позже пара увлеклась съёмками домашней порнографии. В данном отрывке фильма Тинто Брасс даёт комментарии не после, а во время просмотра домашней киноленты.

### 5 новелла
Второй день в кабинете режиссёра начинается с чтения письма 30-летней домохозяйки Розеллы. Её муж Джанни отменил ужин, что вывело девушку из себя. Бросив трубку, она получает обратный звонок, и незнакомый мужчина предлагает секс по телефону. Девушка признаётся, что её привлёк страстный и эмоциональный голос незнакомца. Во время разговора заходит её муж, девушка даёт ему трубку и супружеская пара вступает в интимную связь. Тинто Брасс иронично похвалил Розеллу и пожелал ей успехов в карьере телефонной проститутки.

### 6 новелла
Выкинув письмо от мужчины, режиссёр начинает читать письмо Франчески. Девушка начинает свой рассказ с того, что муж её спросил об интимных желаниях. Сперва Франческа была смущена, но потом она испытала крайнее сексуальное возбуждение, представив себе измену своему мужу. Пабло предложил своей жене посетить свинг-вечеринку. Несмотря на то, что девушка была против, внутри она страстно желала попробовать то, к чему хотел приобщить её муж. В доме происходит оргия. Франческа признаётся Тинто Брассу, что такая практика помогла ей увидеть свое нутро, скрытое за маской скромницы. Режиссёр признается своей секретарше, что бывал в подобных местах.

### 7 новелла
Предпоследнее письмо было написано Иваной. Свои дальнейшие действия девушка объясняет чувством обиды на своего мужа, который был азартным игроком в карты. Филиппо приходит домой пьяный и признаётся, что проиграл свою жену. Он сказал, что должен расплатиться в течение 10 дней. Иванна решила оплатить карточный долг мужа. Свои мотивы девушка не смогла чётко сформулировать. С одной стороны, она объясняет свой поступок любовью к своему мужу. С другой стороны, ей было интересно, почему мужчины, с которыми играет Филиппо, так её ценили. После прочтения истории Тинто Брасс вступает в диалог с секретаршей и не соглашается с ней, что Филиппо потерял жену и деньги.

### 8 новелла
Уникальна тем, что Тинто Брасс просит рассказать свою секретаршу подобную историю. Девушка решила рассказать про свой сон. В нём она со своим молодым человеком приходит в обувной магазин. Бутик был обставлен со вкусом. В нём не было ни одного посетителя, продавцом был её начальник. Зритель может заметить, что манекены — это девушки из предыдущих историй. В последние минуты фильма мы узнаем, что секретаршу зовут Лючия.

## В ролях
| Актёр                                             | Роль                           |
| ------------------------------------------------- | ------------------------------ |
| Тинто Брасс                                       | камео                          |
| Лаура Гуалтиери (итал. Laura Gualtieri)           | Милена                         |
| Эрика Савастани (итал. Erika Saffo Savastani)     | Елена как проститутка — Мишель |
| Сара Косми                                        | София коллега Мишель           |
| Алессандра Антонелли (итал. Alessandra Antonelli) | Элизабетта                     |
| Гайя Дзукки                                       | Рената[эпизод 4]               |
| Габриелла Барбути (итал. Gabriella Barbuti)       | Розелла                        |
| Карла Соларо                                      | Франческа                      |
| Кристина Ринальди                                 | Ивана                          |
| Синция Роккафорте                                 | Лючия                          |

## Критика
Фильм получил преимущественно низкие оценки кинокритиков. Сергей Кудрявцев раскритиковал этот фильм. Первый тезис — это использование устаревших методов съёмки и архаичных представлений о жанре эротического кино. Критик также обвиняет Тинто Брасса во лжи, так как, согласно опросу, большая часть аудитории является мужчинами, что опровергает факт огромного количества поклонниц. Финальный пункт рецензии содержит обвинение кинорежиссёра в удовлетворении своего эгоцентризма. Суммировав эти факты, Сергей Кудрявцев оценил фильм на 2/10.

## Влияние на мировую культуру
«Почта Тинто Брасса» 1995 года является отражением последнего десятилетия XX века. 8 коротких новелл свидетельствуют о процессах, которые происходили в 90-е не только в Италии, но и во всём мире. Преобразование института семьи, формирование нового мышления у девушек в данный период времени, а также отрицание консервативных взглядов на интимную жизнь.
«Почта Тинто Брасса» имеет схожие сюжеты с фильмами снятыми советскими режиссёрами во время перестройки: «Интердевочка» (1989), «Маленькая Вера» (1988). Кроме того, подобный синопсис может быть найден в фильмах «Секс и Перестройка» (1990), «Горькая Луна» (1992) и другие. Все эти фильмы основаны на реальных социальных процессах, происходивших в тех странах с учётом политических, культурных и национальных особенностей.

## Референсы
- «Страх, паника и цензура» (фильм, 2000) — название веб-сайта «P.O Box Tinto Brass».